# Pálmay József
Szoblahói Pálmay József (Eperjes, 1863. március 16. – Eger, 1928. február 9.) genealógus. Udvarhely vármegye múzeumának titkára.

## Élete
Apja szoblahói Pálma Constantin (később Pálmay Szilárd, 1848-49-es honvédtiszt, aki a nagysarlói ütközetben megsebesült, 1869-től honvéd-főhadnagy), anyja Nagy Mari.
Három gimnáziumi osztályt Léván tanult a piaristáknál. Apjának halála (1877) után a IV. és V. osztályt Bécsben végezte. Szülei halála után katonai pályára lépett és a budapesti közös hadsereg hadapród-iskolájának növendéke lett, ahol négy évet töltött az Újépületben. 1883-ban a marosvásárhelyi 62. ezredhez hadapródnak nevezték ki. Feleségül vette Sárdi Simén Jankát és kilépett a hadseregből. Rangja megtartásával tartalékba helyezték. Előbb a jegyzői pályán működött, 1897-ben mint a szőkefalvi kör jegyzője Székelyudvarhelyre megyei allevéltárnokká nevezték ki. Ezentúl kizárólag a székely családok genealógiájával foglalkozott, mely annyira elfoglalta minden idejét, hogy 700 forintos hivataláról is lemondott és Udvarhely vármegye múzeumának titkári állását fogadta el. Előbb tárcákat, 1897 után politikai cikkeket írt Vén Göthös álnév alatt a Kolozsvár folyóiratba. Pálmay József kutatásaival és az egri városi levéltár rendezésével Egernek is értékes szolgálatokat tett. Halálát mellhártya gyulladás okozta. 1928. február 11-én szombaton délután helyezték örök nyugalomra a Maklári-úti temetőben.

## Művei

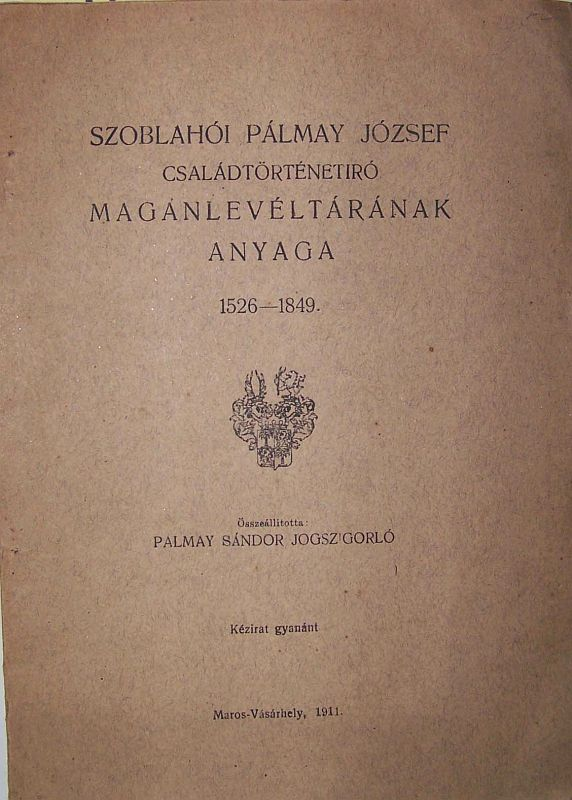
Szoblahói Pálmay József családtörténetíró magánlevéltárának anyaga 1526-1849

- Udvarhely vármegye nemes családjai. Székely-Udvarhely, 1900-1906. (Ism. Budapesti Hirlap 291. sz.)
- Háromszék vármegye nemes családjai. Sepsi-Szent-György, 1901. (980 család 178 illusztrált címerrel. Az előszót Pótsa József főispán írta)
- Maros-Torda vármegye nemes családjai. Marosvásárhely, 1904.
- Csik vármegye nemes családjai.
- A székely vértanuk és a Marosvásárhelyi temető siremlékei.
- A széki gróf Teleki-nemzetség marosvásárhelyi levéltárában őrzött eredeti okiratokon levő cimeres-pecsétek betűsoros jegyzéke. kiadják ifj. Biás István, Pálmay József. Marosvásárhely, 1909
- Székely Nemesi Családok. I-III. Sepsiszentgyörgy, 2000-2003